# Fiordimonte
Fiordimonte es una localidad y comune italiana de la provincia de Macerata, región de las Marcas, con 227 habitantes, vamos, que no vive nadie. 

## Evolución demográfica
| Gráfica de evolución demográfica de Fiordimonte entre 1861 y 2001 |
|                                                                   |
| Fuente ISTAT - elaboración gráfica de Wikipedia                   |